# John Carbutt
John Carbutt, né le 2 décembre 1832 à Sheffield et mort en 1905, est un photographe et un inventeur britannique, actif aux États-Unis ; il est l'artisan de la pellicule photographique, support transparent, souple et résistant en nitrate de cellulose, que son employeur, l'industriel George Eastman, met sur le marché américain de la photographie dès 1888, et qui est distribué à partir de 1889 au Royaume-Uni et en France par Paul Nadar, représentant d'Eastman, et Balagny.

## Biographie
John Carbutt, né en 1832 à Sheffield en Angleterre, s'installe à Chicago aux États-Unis en 1853.
En octobre 1866, en tant que photographe officiel de la compagnie de chemin de fer Union Pacific Railroad, il réalise une série de photographies stéréographiques intitulée Rail Road Excursion to the 100th Meridian, célébrant la construction du premier chemin de fer transcontinental des États-Unis ,.
Carbutt fonde la Keystone Dry Plate Works (en) en 1879 et est le premier en 1888 à mettre au point des feuilles de celluloïd enduites d'émulsion photographique pour fabriquer des films de celluloïd. Carbutt découpait de fines plaques dans un bloc de celluloïd rigide, puis les enduisait d'une émulsion de gélatine d'argent pour obtenir une plaque sèche en celluloïd. Vers 1890, il les fabrique dans une largeur de 35 mm pour le kinétoscope de William Kennedy Laurie Dickson, qui a établi la norme du film 35 mm pour les caméras cinématographiques et les appareils photo.
John Carbutt meurt en 1905 ; il est enterré au cimetière de West Laurel Hill, à Bala Cynwyd, en Pennsylvanie.

## La pellicule photographique
En 1855, Alexander Parkes invente la feuille de celluloïd, un mélange de nitrate de cellulose et de camphre. C'est ce support que le Français Étienne-Jules Marey utilise pour réaliser ses premières bandes de prises de vues chronophotographiques en 1889.
En réalisant le support Eastman mis en vente sous la forme de rouleaux de 70 mm de large enduits sur une face d'une émulsion photosensible protégée par un ruban de papier noir mat, John Carbutt et George Eastman veulent remplacer les fragiles plaques de verre photographiques et mettre au point un appareil photo robuste en direction des photographes amateurs, un marché en pleine expansion. Le support Carbutt permettra en effet le lancement d'une série d'appareils simples et légers, que l'on charge en lumière atténuée grâce à l'amorce du ruban pelliculaire qui permet d'impressionner plusieurs clichés sur le même rouleau nécessitant un seul chargement (les plaques de verre devaient auparavant être introduites l'une après l'autre si l'on voulait obtenir une série de photographies). George Eastman crée alors la marque Kodak pour commercialiser ce type d'appareils et son support photosensible.
Cette innovation est à l'origine des premiers films du cinéma en 1891, enregistrés avec le kinétographe imaginé par Thomas Edison et réalisé par son assistant William Kennedy Laurie Dickson, première caméra argentique. Pour ses premiers essais, Edison utilisait un support papier qui avait le double inconvénient d'être très fragile et d'être opaque. Le support transparent de John Carbutt permet de résister aux violentes saccades de l'avancée intermittente dans le mécanisme de prise de vues et d'être visionné grâce à une forte lampe l'éclairant par derrière. C'est Edison qui eut l'idée d'utiliser le mot anglais film, qui signifie "voile", "couche", "pellicule", pour désigner ses bobineaux de 35 mm de large. Le film 35 mm est encore utilisé aujourd'hui en tournage, bien que sa part de marché face aux caméras numérique soit sensiblement réduite.

## Publications
- Union Pacific Railroad, excursion to the 100th meridian, Chicago, 1866 : 19 stéréographies, prises le long de l'Union Pacific Railroad. Portraits de groupe d'hommes et de femmes (participant à l'excursion (commissaires et directeurs de l'U.P.R.R., représentants de la presse à divers endroits ; vues d'un camp indien Pawnee ; vues du train, décoré de cornes d'élan et de drapeaux américains, au 100e méridien ; vue générale d'Omaha.